# Sarıkamış
Sarıkamış (kurdisch Qamuşan, armenisch Եղեգնիկ Jeghegnik) ist eine Stadt und ein Landkreis in der Provinz Kars im Nordosten der Türkei. Die drittgrößte Stadt der Provinz liegt etwa 54 km südwestlich der Provinzstadt Kars nahe der Fernstraße D 957, der E 691. Außerdem wird sie von der Bahnlinie, die von Erzurum zur armenischen Grenze führt, berührt. Bis zur Provinzhauptstadt Kars sind es 58 Straßenkilometer.

## Geschichte
Sarıkamış wurde im Laufe des Russisch-Osmanischen Krieges (1877–1878) von den russischen Streitkräften besetzt und blieb bis zum Friedensvertrag von Brest-Litowsk 1918 unter russischer Herrschaft. Im Ersten Weltkrieg fand in der Nähe der Stadt vom 22. Dezember 1914 bis 15. Januar 1915 die Schlacht von Sarıkamış statt. Nach dem Krieg wurde das Gebiet Teil der Demokratischen Republik Armenien. Infolge des Türkisch-Armenischen Kriegs wurde das Gebiet mit dem restlichen Westteil Armeniens an die Türkei angegliedert.

## Landschaft
Die Stadt liegt in einem weitgehend steppenartig geprägten Gebiet, das Teil eines ausgedehnten hochgelegenen Vulkanplateaus (Armenisches Hochland) ist, das im Osten bis zum Sewansee in Armenien und im Süden bis zum Vansee reicht. Als Folge der vulkanischen Entstehung finden sich verbreitet Vorkommen von Obsidian, u. a. auch direkt an der Nationalstraße D 957 (E 691) von Karakurt nach Kars.

## Landkreis
Der Kreis bzw. Kaza als Vorgänger bestand schon bei Gründung der Türkischen Republik (1923) und konnte zur ersten Volkszählung (1927) eine Einwohnerschaft von 35.130 aufweisen (143 Dörfer auf 2730 km² Fläche), wovon auf den Verwaltungssitz Sari-Kamiche (damalige, an das französisch angelehnte Schreibweise) entfielen.
Der Kreis Sarıkamış liegt im Südwesten der Provinz und grenzt im Norden an den Kreis Selim und im Osten an den Kreis Kağızman. Zudem bilden die Provinzen Erzurum im Westen und Ağrı im Süden die Grenze.
Neben der Kreisstadt (2020: 38,9 % der Kreisbevölkerung) existieren im Kreis noch 55 Dörfer (Köy) mit durchschnittlich 447 Bewohnern. Vier von ihnen haben um die 1000 oder mehr Einwohner: Başköy (1661), Eşmeçayır (1108), Çamyazı (1088) und İnkaya (1062). Einwohnermäßig liegt der Kreis an dritter Stelle in der Provinz, seine Bevölkerungsdichte liegt unter dem Provinzdurchschnitt (von 28 Einwohnern je km²).